# Eternal Pyre
Eternal Pyre är en EP av det amerikanska thrash metal-bandet Slayer. EP:n gavs ut av American 6 juni 2006 (06.06.06). Den innehöll en ny låt, "Cult",  från det kommande fullängdsalbumet Christ Illusion samt två videospår. "War Esemble" var en videoupptagning från en konsert på Full Force Festival i Tyskland 1 juli 2005 och den andra videon var "Slayer - In the Studio, Behind the Scenes" med bakgrundsmaterial till inspelningen av Christ Illusion.
EP:n släpptes först i endast 1 000 exemplar och såldes bara via affärerna Hot Topic i USA. Från 23 juni fanns den även att tillgå i Sverige och Finland och den totala upplagan var 5 000 exemplar.

## Spårlista
1. Cult – 4:40
2. War Esemble (video) – 5:59
3. Slayer - In the Studio, Behind the Scenes (video) – 31:34

## Topplisteplaceringar
| Lista (2006)       | Topplacering |
| ------------------ | ------------ |
| Danmark            | 3            |
| Finland            | 2            |
| Schweiz Hit Parade | 88           |
| Sverige            | 48           |

## Medverkande

### Bandet
- Tom Araya - sång, elbas
- Jeff Hanneman - gitarr
- Kerry King - gitarr
- Dave Lombardo - trummor

### Övrig medverkan
- Kevin Estrada – regissör, spår #3
- John Ewing Jr. – ljudtekniker, spår #1
- Ryan Williams – mixning, spår #1
- Frank Machel – ljud, spår #2
- Marc Schettler – mixning, spår #2
- Vlado Meller - mastring

### Producenter
- Josh Abraham – producent, spår #1
- Matthias Mirke – producent, spår #2
- John Sherwood – producent, spår #2
- Rick Rubin - exekutiv producent